# Conseil cantonal de Lucerne
Législature 2023-2027
Bâtiment du Gouvernement
Le Conseil cantonal de Lucerne (en allemand : Kantonsrat Luzern) est le parlement du canton de Lucerne. Il portait le nom de Grand Conseil (Grossrat) jusqu'en 2007.

## Histoire
Brigitte Mürner-Gilli est la première femme à présider l'hémicycle, le 27 janvier 1986.

## Composition
Le Grand Conseil est composé de 120 membres.